# 勞滕區
勞滕区（Lautém）是東帝汶的一個區域，在帝汶島的最東端。人口有57,453人（2004年人口普查），面積為1,702平方公里。它的首府是聖保羅，離帝力248公里。下辖有伊利奥马尔县、劳滕县、聖保羅、卢罗县以及图图阿拉县。
勞滕区邊界的最西面為包考区和維克克区，北面是班達海，南面是帝汶海。該區包括她的最東邊的島嶼——Kap Cutcha，位於下級區域图图阿拉县，及一個小島嶼雅科島。
|  |  |

## 外部連結
- Fataluku language website
- Ethnologue page for Fataluku （页面存档备份，存于）